# Ben van Zwieten
Bernardus Laurentius Arnoldus (Ben) van Zwieten (Vlaardingen, 9 juli 1924 – 's-Hertogenbosch, 29 december 2012) was een Nederlands burgemeester en politicus van de KVP en later het CDA.
Van Zwieten studeerde Nederlands Recht en haalde daardoor de titel van meester in de rechten. Hij was aanvankelijk officier van de Krijgsraad. Daarna werkte hij bij de Vereniging van Nederlandse Gemeenten (VNG) en was hij bestuurslid van de VNG in Noord-Brabant.
Hij was van 1960 tot 1971 burgemeester van Cuijk en Sint Agatha en daarna tot 1978 van Valkenswaard. Van Zwieten werd vervolgens benoemd tot burgemeester van 's-Hertogenbosch. Deze functie bekleedde hij van oktober 1978 tot juli 1989. Bij zijn afscheid is aan hem het ere-burgerschap van 's-Hertogenbosch verleend. Na zijn pensionering was hij van 1989 tot 1990 waarnemend burgemeester van Culemborg en van 1990 tot 1994 waarnemend burgemeester van Berghem dat op 1 januari 1994 opging in de gemeente Oss.
Het Burgemeester van Zwietenpark in de wijk Maaspoort te 's-Hertogenbosch is naar hem vernoemd.

## Onderscheidingen
- Ridder in de Orde van de Nederlandse Leeuw
- Officier in de Orde van Oranje-Nassau[2]

## Externe bron
- Kroniek van 's-Hertogenbosch